# Діарі (Айдахо)
Діарі (англ. Deary) — місто в окрузі Лата, штат Айдахо, США. Згідно з переписом 2010 року населення становило 506 осіб, що на 46 осіб менше, ніж 2000 року.

## Географія
Діарі розташоване за координатами 46°48′2″ пн. ш. 116°33′27″ зх. д. / 46.80056° пн. ш. 116.55750° зх. д. (46.800586, -116.557368).  За даними Бюро перепису населення США в 2010 році місто мало площу 1,69 км², з яких 1,69 км² — суходіл та 0,00 км² — водойми.

## Демографія

### Перепис 2010 року
За даними перепису 2010 року, у місті проживало 506 осіб у 204 домогосподарствах у складі 143 родин. Густота населення становила 300,6 ос./км². Було 221 помешкання, середня густота яких становила 131,3/км². Расовий склад міста: 93,5 % білих, 0,2 % афроамериканців, 1,0 % індіанців, 0,8 % азіатів, 0,8 % інших рас, а також 3,8 % людей, які зараховують себе до двох або більше рас. Іспанці та латиноамериканці незалежно від раси становили 2,2 % населення.
Із 204 домогосподарств 33,3 % мали дітей віком до 18 років, які жили з батьками; 57,8 % були подружжями, які жили разом; 7,4 % мали господиню без чоловіка; 4,9 % мали господаря без дружини і 29,9 % не були родинами. 21,6 % домогосподарств складалися з однієї особи, у тому числі 9,3 % віком 65 і більше років. У середньому на домогосподарство припадало 2,48 мешканця, а середній розмір родини становив 2,94 особи.
Середній вік жителів міста становив 39,3 року. Із них 24,5 % були віком до 18 років; 5,7 % — від 18 до 24; 26 % від 25 до 44; 30 % від 45 до 64 і 13,6 % — 65 років або старші. Статевий склад населення: 52,4 % — чоловіки і 47,6 % — жінки.
Середній дохід на одне домашнє господарство  становив 53 535 доларів США (медіана — 50 556), а середній дохід на одну сім'ю — 53 661 долар (медіана — 50 694). Медіана доходів становила 41 607 доларів для чоловіків та 36 429 доларів для жінок. За межею бідності перебувало 6,1 % осіб, у тому числі 10,9 % дітей у віці до 18 років та 0,0 % осіб у віці 65 років та старших.
Цивільне працевлаштоване населення становило 254 особи. Основні галузі зайнятості: освіта, охорона здоров'я та соціальна допомога — 29,1 %, сільське господарство, лісництво, риболовля — 19,7 %, виробництво — 15,7 %.

### Перепис 2000 року
За даними перепису 2000 року, у місті проживало 552 осіб у 214 домогосподарствах у складі 156 родин. Густота населення становила 355,2 ос./км². Було 235 помешкань, середня густота яких становила 151,2/км². Расовий склад міста: 96,20 % білих, 0,18 % індіанців, 0,54 % азіатів, 0,72 % інших рас і 2,36 % людей, які зараховують себе до двох або більше рас. Іспанці та латиноамериканці незалежно від раси становили 3,44 % населення.
Із 214 домогосподарств 33,2 % мали дітей віком до 18 років, які жили з батьками; 62,1 % були подружжями, які жили разом; 5,1 % мали господиню без чоловіка, і 27,1 % не були родинами. 21,0 % домогосподарств складалися з однієї особи, у тому числі 5,6 % віком 65 і більше років. У середньому на домогосподарство припадало 2,58 мешканця, а середній розмір родини становив 2,97 особи.
Віковий склад населення: 26,4 % віком до 18 років, 10,1 % від 18 до 24, 27,2 % від 25 до 44, 23,0 % від 45 до 64 і 13,2 % років і старші. Середній вік жителів — 36 років. Статевий склад населення: 49,3 % — чоловіки і 50,7 % — жінки.
Середній дохід домогосподарств у місті становив $36 167, родин — $40 750. Середній дохід чоловіків становив $31 875 проти $19 688 у жінок. Дохід на душу населення в місті був $16 244. Приблизно 7,3 % родин і 8,7 % населення перебували за межею бідності, включаючи 15,6 % віком до 18 років і 5,6 % від 65 і старших.